# 原宿ネストカフェ
『原宿ネストカフェ』（はらじゅくネストカフェ）は、2012年10月7日（10月6日深夜）から2013年3月31日（3月30日深夜）までTBS系列で日曜日の0:00 - 0:30（土曜日深夜、JST）に放送されていたトークドラマ・情報バラエティ番組である。スピンオフコンテンツを共同制作するネスレ日本を筆頭にした、複数社提供スポンサーとなった。

## 概要
東京という世界有数の大都市で、人と人の出会いから新たな文化を生み出す、これまでにない全く新しいスタイルのトークバラエティ番組。30分間の番組本編中に、トークとショートドラマが同時に進行していくのがこの番組の大きな特徴となっていた。番組の撮影は、トーク場面・ドラマ場面ともに、カフェネスカフェ原宿店で行われていた。

## 内容

### トーク場面
原宿ネストカフェに来店しているゲストを、結介が別の席にいるもう一人のゲストと引き合わせる。素敵な出会いが生まれた証として、ゲストが二人で何らかのコラボレーションをする約束を行い、店で用意したホワイトブックにサインとともに感想などを書き込む（ホワイトブックはカフェネスカフェ原宿店で期間限定で公開された）。この場面では結介とセーラが同席していた。

### ドラマ場面
原宿ネストカフェで起こる様々な日常を描いた、心あたたまるストーリーのショートドラマ。なお本編で結介が調理したスペシャルメニューは、期間限定でカフェネスカフェ原宿店・三宮店で販売されていた。

## 出演者
結介 - 上地雄輔
原宿ネストカフェ店長。毎回カフェで起こる様々な事件やハプニングに奮闘する。
あずき - 市川実和子
原宿ネストカフェにやってくる謎の女性客。
セーラ - マギー
原宿ネストカフェウェイトレス。
なぎさ - 小松美月
原宿ネストカフェウェイトレス。
ナレーション - 野沢雅子

## 放送リスト
| 回 | 放送日         | トークゲスト                                                                     | ドラマゲスト出演者                      |
| -- | -------------- | -------------------------------------------------------------------------------- | --------------------------------------- |
| 1  | 2012年10月7日  | 山田優（モデル・女優） 柿崎正澄（漫画家） 岩井道（まんだらけ中野店副店長）       |                                         |
| 2  | 2012年10月14日 | 佐々木蔵之介（俳優） 中江裕司（映画監督） 辺銀愛理（辺銀食堂オーナー）           | 老人 - ミッキー・カーチス               |
| 3  | 2012年10月21日 | アンジェラ・アキ（シンガーソングライター） LiLiCo（映画コメンテーター）          |                                         |
| 4  | 2012年10月28日 | 天野ひろゆき（キャイ〜ン） 平林実（三光マーケティングフーズ代表取締役社長）      |                                         |
| 5  | 2012年11月4日  | 菜々緒（モデル） 見城徹（幻冬舎代表取締役社長）                                  | 男性客 - 田中要次                       |
| 6  | 2012年11月11日 | 斎藤工（俳優） 林家三平（落語家）                                                | コウタ - 君野夢真 美女 - 篠原真衣       |
| 7  | 2012年11月18日 | 栗原類（モデル） 尾木直樹（教育評論家）                                          | 原宿レストラン協会会長 - 斉木しげる     |
| 8  | 2012年11月25日 | 鈴木砂羽（女優） パパイヤ鈴木（振付師）                                          | 杏子 - 赤井沙希                         |
| 9  | 2012年12月2日  | テリー伊藤（演出家） 前田知洋（マジシャン）                                      |                                         |
| 10 | 2012年12月9日  | 元ちとせ（歌手） ビビる大木（タレント）                                          | 和美 - 入山法子                         |
| 11 | 2012年12月16日 | 浅田美代子（女優） Bro.TOM（歌手・タレント）                                     | おばあちゃん - 茅島成美                 |
| 12 | 2012年12月23日 | 安達祐実（女優） 島崎和歌子（タレント） ミッツ・マングローブ（ドラァグクイーン） | 由美 - 山下リオ 拓郎 - 崎本大海         |
| 13 | 2012年12月30日 | 村上弘明（俳優） 名越康文（精神科医）                                            |                                         |
| 14 | 2013年1月6日   | 高橋克典（俳優） 野口健（アルピニスト）                                          |                                         |
| 15 | 2013年1月13日  | 真矢みき（女優） 荒俣宏（作家）                                                  | 菜々美 - 上地春奈 初老の男性 - 俵木藤汰 |
| 16 | 2013年1月20日  | JOY（モデル） 武田修宏（スポーツコメンテーター）                                 | 高校生 - 秋元龍太朗                     |
| 17 | 2013年1月27日  | 萬田久子（女優） 要潤（俳優）                                                    | 常山勇 - デビット伊東                   |
| 18 | 2013年2月3日   | 北乃きい（女優） KABA.ちゃん（振付師）                                           |                                         |
| 19 | 2013年2月10日  | はるな愛（タレント） 倉田真由美（漫画家）                                        | ルミ - 本田望結 持田 - おかやまはじめ   |
| 20 | 2013年2月17日  | 柴田理恵（女優） 菊地亜美（アイドリング!!!）                                     |                                         |
| 21 | 2013年2月24日  | カンニング竹山（お笑い芸人） 杉村太蔵（元衆議院議員）                            | 上山美晴 - 佐藤めぐみ                   |
| 22 | 2013年3月3日   | 福田彩乃（ものまねタレント） 片岡鶴太郎（俳優・画家）                            | 守谷 - 田中隆三 未央 - 和希沙也         |
| 23 | 2013年3月10日  | 壇蜜（グラビアアイドル） 小島慶子（エッセイスト）                                | なぎさの先輩 - 吉沢亮                   |
| 24 | 2013年3月17日  | 鈴木奈々（モデル・タレント） 花田美恵子（エッセイスト・モデル）                  |                                         |
| 25 | 2013年3月24日  | 阿川佐和子（作家・エッセイスト） 淡路恵子（女優）                                |                                         |
| 26 | 2013年3月31日  | 総集編                                                                           |                                         |

## ネット局
| 放送対象地域   | 放送局                   | 系列    | 放送日時                       | ネット状況 |
| -------------- | ------------------------ | ------- | ------------------------------ | ---------- |
| 関東広域圏     | TBSテレビ (TBS)          | TBS系列 | 日曜 0時 - 0時30分（土曜深夜） | 【制作局】 |
| 北海道         | 北海道放送 (HBC)         | TBS系列 | 日曜 0時 - 0時30分（土曜深夜） | 同時ネット |
| 青森県         | 青森テレビ (ATV)         | TBS系列 | 日曜 0時 - 0時30分（土曜深夜） | 同時ネット |
| 岩手県         | IBC岩手放送 (IBC)        | TBS系列 | 日曜 0時 - 0時30分（土曜深夜） | 同時ネット |
| 宮城県         | 東北放送 (TBC)           | TBS系列 | 日曜 0時 - 0時30分（土曜深夜） | 同時ネット |
| 山形県         | テレビユー山形 (TUY)     | TBS系列 | 日曜 0時 - 0時30分（土曜深夜） | 同時ネット |
| 福島県         | テレビユー福島 (TUF)     | TBS系列 | 日曜 0時 - 0時30分（土曜深夜） | 同時ネット |
| 山梨県         | テレビ山梨 (UTY)         | TBS系列 | 日曜 0時 - 0時30分（土曜深夜） | 同時ネット |
| 新潟県         | 新潟放送 (BSN)           | TBS系列 | 日曜 0時 - 0時30分（土曜深夜） | 同時ネット |
| 長野県         | 信越放送 (SBC)           | TBS系列 | 日曜 0時 - 0時30分（土曜深夜） | 同時ネット |
| 静岡県         | 静岡放送 (SBS)           | TBS系列 | 日曜 0時 - 0時30分（土曜深夜） | 同時ネット |
| 富山県         | チューリップテレビ (TUT) | TBS系列 | 日曜 0時 - 0時30分（土曜深夜） | 同時ネット |
| 石川県         | 北陸放送 (MRO)           | TBS系列 | 日曜 0時 - 0時30分（土曜深夜） | 同時ネット |
| 中京広域圏     | 中部日本放送 (CBC)       | TBS系列 | 日曜 0時 - 0時30分（土曜深夜） | 同時ネット |
| 近畿広域圏     | 毎日放送 (MBS)           | TBS系列 | 日曜 0時 - 0時30分（土曜深夜） | 同時ネット |
| 鳥取県・島根県 | 山陰放送 (BSS)           | TBS系列 | 日曜 0時 - 0時30分（土曜深夜） | 同時ネット |
| 岡山県・香川県 | 山陽放送 (RSK)           | TBS系列 | 日曜 0時 - 0時30分（土曜深夜） | 同時ネット |
| 広島県         | 中国放送 (RCC)           | TBS系列 | 日曜 0時 - 0時30分（土曜深夜） | 同時ネット |
| 山口県         | テレビ山口 (tys)         | TBS系列 | 日曜 0時 - 0時30分（土曜深夜） | 同時ネット |
| 愛媛県         | あいテレビ (itv)         | TBS系列 | 日曜 0時 - 0時30分（土曜深夜） | 同時ネット |
| 高知県         | テレビ高知 (KUTV)        | TBS系列 | 日曜 0時 - 0時30分（土曜深夜） | 同時ネット |
| 福岡県         | RKB毎日放送 (rkb)        | TBS系列 | 日曜 0時 - 0時30分（土曜深夜） | 同時ネット |
| 長崎県         | 長崎放送 (NBC)           | TBS系列 | 日曜 0時 - 0時30分（土曜深夜） | 同時ネット |
| 熊本県         | 熊本放送 (RKK)           | TBS系列 | 日曜 0時 - 0時30分（土曜深夜） | 同時ネット |
| 大分県         | 大分放送 (OBS)           | TBS系列 | 日曜 0時 - 0時30分（土曜深夜） | 同時ネット |
| 宮崎県         | 宮崎放送 (MRT)           | TBS系列 | 日曜 0時 - 0時30分（土曜深夜） | 同時ネット |
| 鹿児島県       | 南日本放送 (MBC)         | TBS系列 | 日曜 0時 - 0時30分（土曜深夜） | 同時ネット |
| 沖縄県         | 琉球放送 (RBC)           | TBS系列 | 日曜 0時 - 0時30分（土曜深夜） | 同時ネット |

## スタッフ
- 企画・監修：小山薫堂
- 脚本：鎌田智恵→池田奈津子
- 構成：塩沢航、佐藤雄介、品田モリヤ、高倉俊介、羽田正樹、晨原大輔
- TD：阿部智昭
- CAM：近江正彦
- VE：二階堂隼
- VTR：伊深拓也
- MIX：龍田幸久、岡邊竜海
- LD：西彩乃（ティ・エル・シー）
- 編集：伴圭史
- EED：高橋勇志、中山朝生
- MA：小野敬太郎、杉山正、細川尚史
- 技術協力：東通、スウィッシュ・ジャパン、オムニバス・ジャパン、DOME、ティ・エル・シー
- 美術協力：フジアール
- 美術プロデューサー：津留啓亮
- 美術装飾：佐々木理恵
- スタイリスト：城宝昭子、井伊百合子、西出良美
- ヘアメイク：結城春香、平山直樹
- 協力：カフェ ネスカフェ原宿、MONT BLANC、STAR・OF THE COLO
- 音効：中島尊史
- タイトルCG：OXYBOT
- 編成：保津章二
- 宣伝：眞鍋武、奥住達也
- AD：中井和秀、小高望、照屋明日香、三田宗一、小林聡美、大谷直紀、星啓大
- AP：岩崎ゆかり
- ドラマ協力：関川友理
- ディレクター：山口伸一郎、伏貫健介、山内尚文、泉正英
- ドラマ演出：水村秀雄
- 演出：鴨下潔
- プロデューサー：神田祐子、春日孝夫
- チーフプロデューサー：志村彰
- 製作協力：TBSビジョン、ドリマックス・テレビジョン
- 製作著作：The icon、TBS